# Topanga (Californie)
Pour les articles homonymes, voir Topanga.
Topanga est une census-designated place du comté de Los Angeles, en Californie, aux États-Unis.
Elle se trouve dans le Topanga Canyon.